# Pointe Botrel
Pour les articles homonymes, voir Botrel.
La pointe Botrel est un cap de Guadeloupe.

## Géographie
La pointe Botrel est située à Pointe-Noire. Elle forme avec la pointe Morphy les anses Marigot, Guyonneau et Botrel et avec la pointe Mahaut, l'anse Caraïbe.

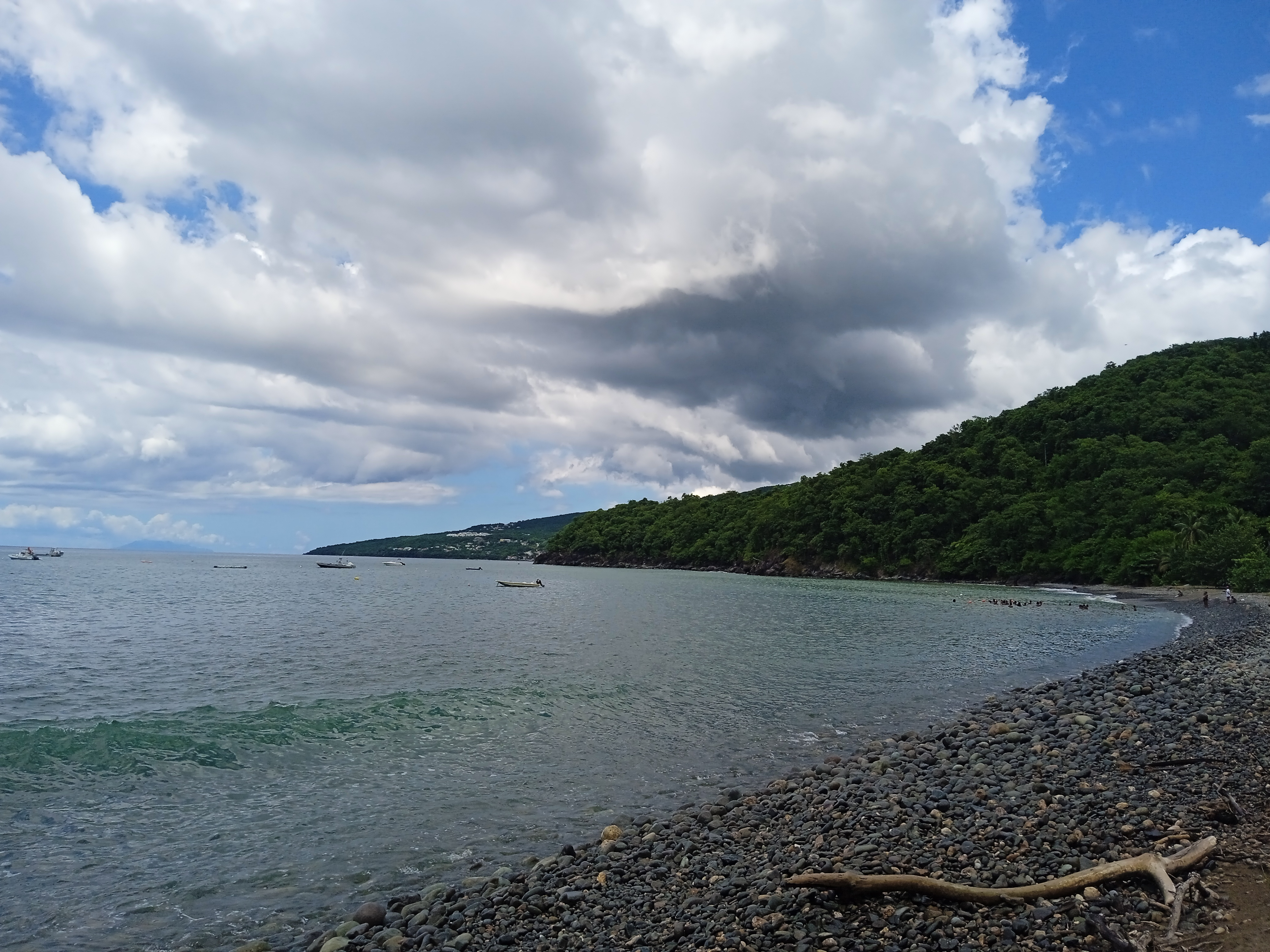
La pointe Botrel vue de l'anse Caraïbe.
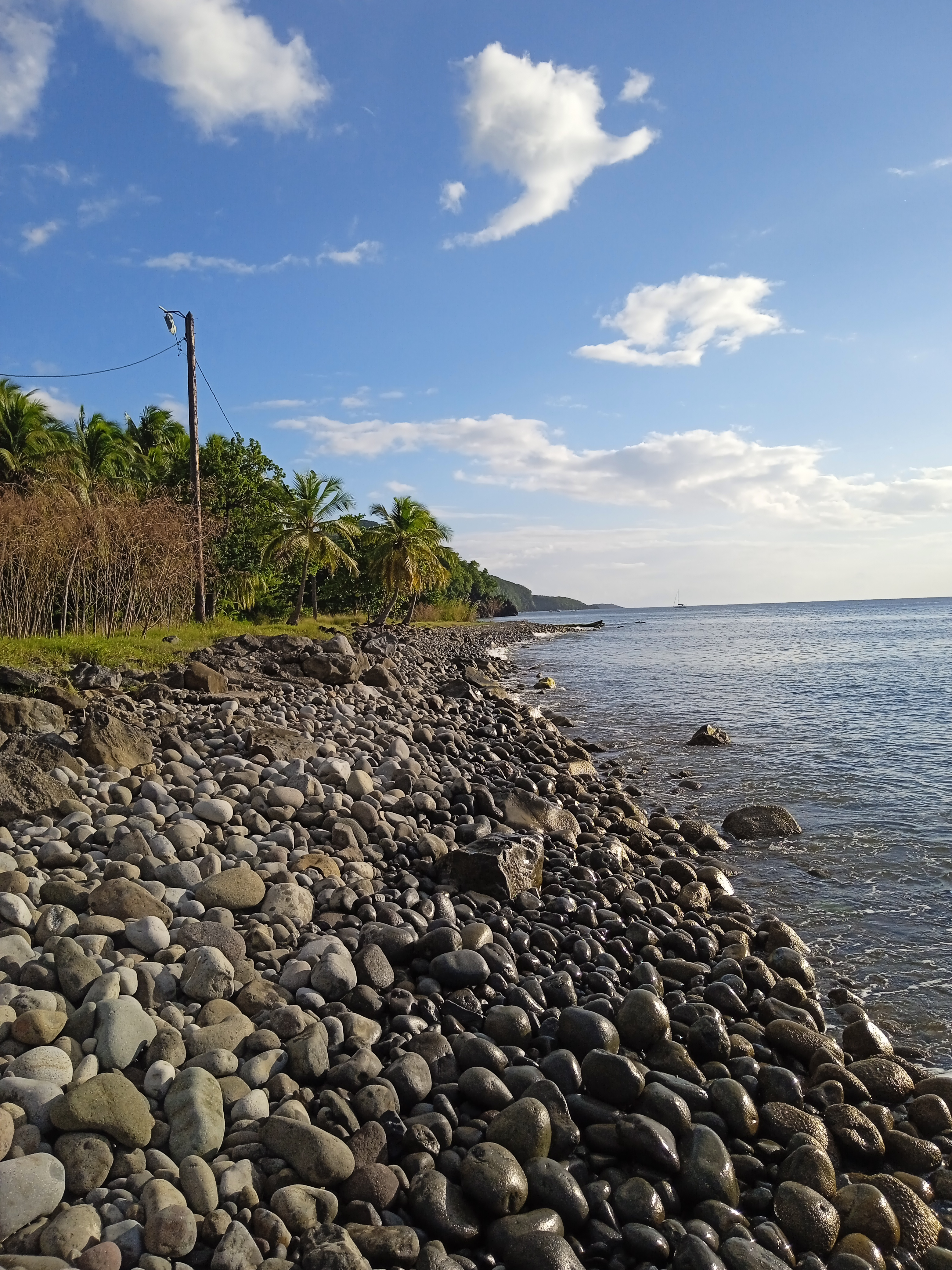
La pointe Botrel par l'anse Botrel.
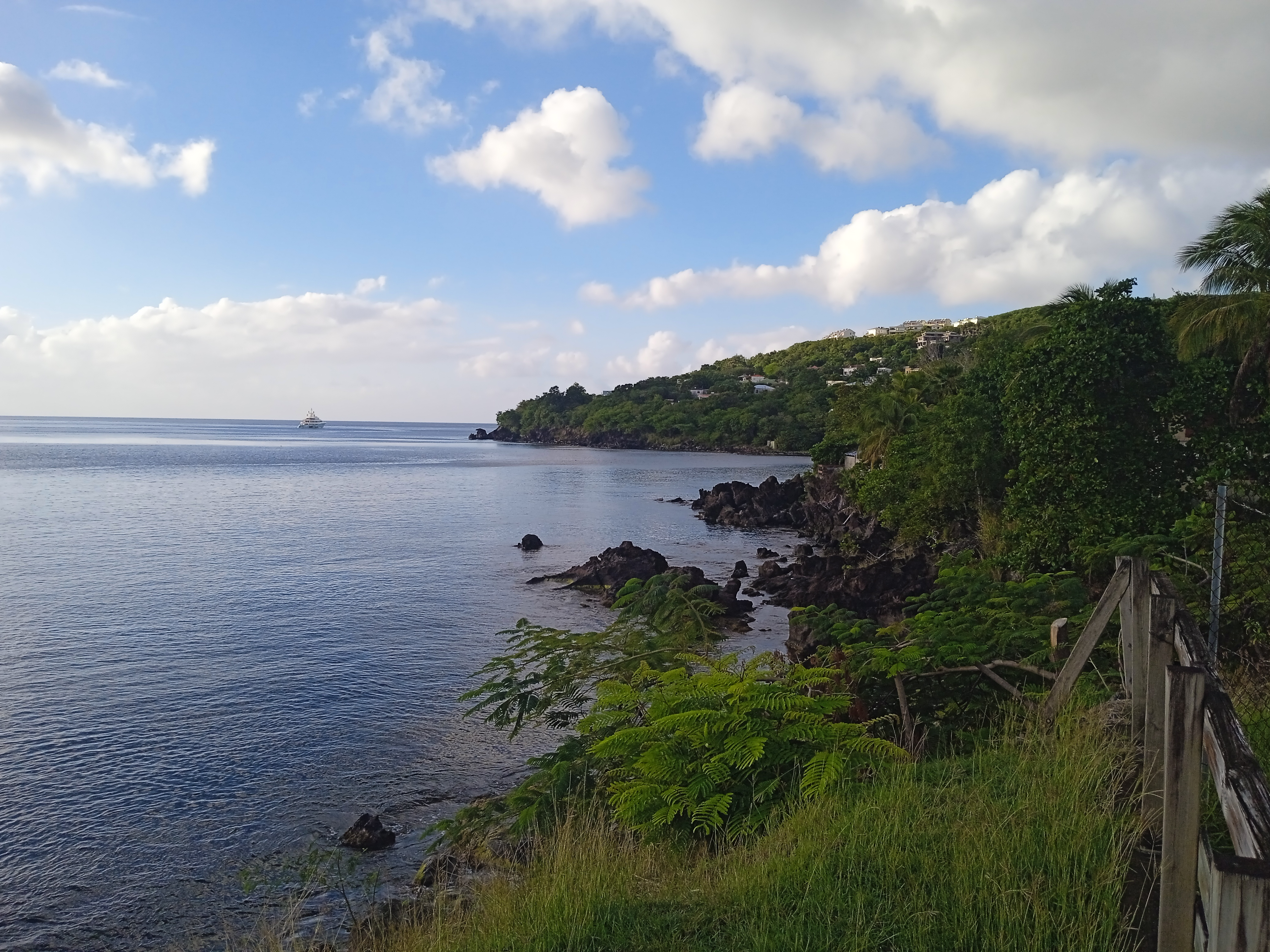
Anse Marigot et pointe Cimetière Cato.